# 공병우
공병우(公炳禹, 1907년 1월 24일~1995년 3월 7일)는 일제강점기와 대한민국의 안과 의사이자 국어학자이다. 한글 전용과 한글 기계화 및 전산화에 공헌하였다. '공병우 타자기'가 유명하다.

## 생애
한글학회 이사장(1959~1977)을 지냈으며 이후 한글문화원을 개설(1988)하여 원장을 지낸 그의 본관은 김포(金浦)이며 평안북도 벽동에 유복한 집안에서 팔삭동이로 태어났다.
1938년 한국인 최초로 안과 전문 의원인 공안과를 개원한 의학박사였으며 일제강점기 말기에는 강압적인 창씨개명 정책에 대한 반발로 스스로 '금일(오늘) 공병우 사망'이라고 선언하기도 했다.
해방 이후부터는 사재를 털어 한글기계화운동에 주력하면서 세벌식 글자판 개발과 보급에 더욱 전념했고 1949년 최초로 개량형 기계식 타자기를 개발했다. 그 이전에는 다섯벌식, 네벌식, 세벌식 글자판 타자기가 나와 있었으나 모두 개량하는데 실패했기 때문에 공병우 타자기가 개량하는데 성공하면서 일반에 널리 사용되기 시작했다. 하지만 1960년대 말 박정희 정부에서 타자기에 네벌식 글자판이 표준으로 채택되었고 1983년 전두환 정부에서 컴퓨터에 두벌식 자판이 표준으로 채택하면서 글자판의 통일이 이루어지지 않았다.
1995년 3월 7일, 노환으로 인하여 89세의 나이로 세상을 떠났다. 타계 후, 후진들의 의학 교육을 위하는 유지에 따라,  연세대학교 의과대학에 몸소 해부학 실습을 위해 시신을 기증하였다.

## 약력
- 1906년 평안북도 벽동군에서 태어남
- 1926년 조선 의사 검정 시험 합격
- 1936년 일본 나고야 제국 대학에서 의학박사 학위를 취득
- 1938년 공안과 의원 개설.(한국 최초의 안과 전문 의원 개설)
- 1949년 최초로 "실용적인" 한글 타자기 개발. 초성, 중성, 종성의 세벌식 글자판
- 1958년 최초로 콘택트렌즈 도입 시술
- 1959년 2월 재단법인 한글학회 이사(1971년 2월까지)
- 1968년 기계식 한영 겸용 타자기 발명
- 1970년대 한글 네벌식 자판 반대 운동
- 1971년 기계식 한글 점자 타자기 개발
- 1980년대 세벌식 글자판 미국 교포 사회에 보급
- 1988년 한글문화원 개설
- 1995년 사망. 금관문화훈장에 추서됨

## 학력
- 평안남도 평양의학강습소 학사
- 일본 나고야 제국대학교 의과대학원 의학석사·의학박사

## 디지털 시대의 업적
공병우는 90대였던 1990년대에도 한글과학화와 발전을 위한 평생의 꿈을 추구했다. 그가 만든 한글문화원은 80년대 중반부터 매킨토시 컴퓨터를 직접 활용하여 직결식 한글 세벌식 글자꼴을 개발하였다. 그는 세벌식이 가장 빠르고 편리하게 한글을 기계와 컴퓨터에 입력할 수 있는 방법이라고 주장하였다. 한글문화원에서 훗날 아래아한글의 개발을 함께한 박흥호와 함께 세벌식자판배열을 완성했으며, 세벌식입력기 소프트웨어를 만들었다. 공병우박사는 그 무렵의 고령의 나이에도 불구하고 재야에서 실력을 떨치던 젊은 프로그래머였던 강태진, 정내권, 이찬진, 안대혁 등과 교류하였고, 이들을 지원했다. 이들은 한글문화원에서의 인연으로 훗날 한글과컴퓨터를 창업했으며, 국산워드프로세스인 아래아한글을 개발하였다.
그는 군사정권하에서 세벌식자판과 조합형코드가 IT 표준으로 정착되지 못한 현실을 안타까워 했으며 과학적으로 한글을 모두 표현하지 못하는 완성형 코드를 비판하고 조합형 코드를 지지하였으며 한글의 창제원리에 맞지 않는 네모 글자꼴의 한글 글꼴들의 획일화를 비판하였다.

## 노년
1990년대 PC 통신(하이텔)에 세벌식의 우수성에 대해 글을 올리고, 키보드에 붙이는 세벌식 자판을 무료로 보내주는 등 세벌식을 널리 알리는 일을 계속했다.
| “ | 나의 죽음을 세상에 알리지 말고, 장례식도 치르지 말라. 쓸 만한 장기는 모두 기증하고 남은 시신도 해부용으로 기증하라. 죽어서 땅 한 평을 차지하느니 차라리 그 자리에서 콩을 심는 게 낫다. 유산은 맹인 복지를 위해 써라. | ” |
|   | — 공병우의 유언 1995년 3월 7일 |   |

## 출연작
- 1988년 12월 7일 KBS 《11시에 만납시다》 한글타자기에 바친 의학박사 공병우

## 지은 책
- 공병우 (1989년 9월 1일). 《나는 내식대로 살아왔다》. 대원사. ISBN 9788936907501.(자서전)
- 공병우 (1980). 《공병우사진集》. 삼화인쇄(주)출판부.
- 공병우 (1939). 《新小眼科學》 (일본어). 京城: 柳韓洋行學術部.

## 사후 발간
- 김은식; (그림)이상규 (2012. 8. 27.). 《공병우(한겨레 인물탐구 9)》. 한겨레아이들. ISBN 9788984316140.
- 송현 (2008). 《공병우: 한글기계화의아버지》. 작은씨앗. ISBN 9788990787675.
- 신현영; (그림)이형진 (2006. 4. 26.). 《공병우(우리 위인 동화 6)》. 기탄동화. ISBN 9788959502103.

## 수상
- 1949년 10월: 국회의장상(전국 과학 전람회에 한글 타자기 출품)
- 1958년 10월: 대통령 표창(한글 타자기 발명 공로)
- 1962년 8월: 대통령 표창(건국 공로 식산)
- 1968년 10월: 문화공보부 장관상(한글 전용 공로자)
- 1970년 7월: 평택 군수 감사장(평택군 관내 안과 환자 1개월 간 무료 진료)
- 1974년 3월: 외솔 문화상(한글 문화 개발 공로)
- 1975년 10월: 은장 박애장(대한 적십자사 70주년 기념)
- 1978년 9월: 여군단장 감사패(여군 창설 제28주년 기념 여군 한글 타자 기술 향상에 기여)
- 1979년 3월: 서울 적십자사 총재 표창(모범 납세자)
- 1979년 10월: 대한 적십자사 총재 표창(적십자 사업 발전 기여)
- 1980년 2월: 종로구청장 표창(새마을 저축 증대 기여)
- 1980년 5월: 평안북도 첫 문화상 수상(평안북도 도민의 날)
- 1981년 4월: 국민훈장 석류장(장애자의 날)
- 1983년 7월: 사회복지법인 우성원 및 구화학교 공동명의 감사패(우성원 및 구화 학교 준공)
- 1984년 10월: 한국 교회 100주년 기념 맹인 선교회에서 공로패(맹인 개안 및 맹인 재활 사업에 기여)
- 1987년 1월: 제1회 서재필 상(서재필 기념재단에서 한글 타자기 발명 및 한글 컴퓨터 개발 등 한글 기계화 공로)
- 1990년: 은관문화훈장(한글발전유공자)
- 1995년: 금관문화훈장